# André de Gouveia
André de Gouveia (* 1497, Beja - 9 de junio de 1548), humanista y pedagogo portugués del Renacimiento.
Nació en Beja, estudió en el Collège de Saint-Barbe, en París, colegio regido por su tío, el rector Diego de Gouveia. Más tarde, después de formarse en teología, asumió la rectoría del establecimiento.
Fue elegido para dirigir la Universidad de París y el Collège de Guyenne, en Burdeos. Por las tareas de diplomático que desempeñó siendo rector, Juan III lo nombró principal del Colegio de las Artes en Coímbra.
Su tío, católico fervoroso, lo acusó de luterano por sus vínculos a una secta religiosa reformista. André de Gouveia se defendió afirmando que, aunque se había contactado con Martín Lutero, siempre mantuvo buenas relaciones con el alto clero católico de París.
Falleció el 9 de junio de 1548.